# Tannenbaum (Ronsdorf)
Tannenbaum war eine Ortslage in der bergischen Großstadt Wuppertal im Bereich der Anschlussstelle Wuppertal-Ronsdorf der Bundesautobahn 1. Der ursprüngliche Wohnplatz ging in den 1950er Jahren infolge des Baus der Autobahn ab, deren Trasse mitten durch den Ort verläuft. Der erhalten gebliebene Teil der späteren Bebauung ging nach Auffüllen der Baulücken in dem Straßendorf Linde auf. Im Rahmen der Erweiterung auf drei Fahrstreifen wurden die letzten Wohngebäude im Bereich des ursprünglichen Wohnplatzes abgetragen.

## Lage und Beschreibung
Die Ortslage lag im Wohnquartier Erbschlö-Linde des Stadtteils Ronsdorf auf 300 m ü. NHN an der Landesstraße 58 (bis zum 1. Januar 2008 Bundesstraße 51) im Süden des Ortsteils Linde. Bis zum Bau der Autobahn mündete in Tannenbaum eine von Ronsdorf kommende Kommunalstraße in die Bundesstraße, ein früherer Verlauf des Tannenbaumer Wegs.
Benachbart sind neben Linde die Ortslagen Neuenhaus, Kastenberg, Großhülsberg, Großsporkert, Kleinsporkert und Blombach.

## Geschichte
Tannenbaum erscheint als am Dannenbaum auf dem Plan der Stadt Ronsdorf des Geometers J. W. Buschmann aus dem Jahr 1790. Der Ort ist auf der Topographischen Aufnahme der Rheinlande von 1824 als Dannenbaum beschriftet, auf der Preußischen Uraufnahme von 1840 ist es unbeschriftet. Ab der Preußischen Neuaufnahme von 1892 ist es bis zum Abgang regelmäßig verzeichnet.
1832 gehörte Tannenbaum zur Blombacher Rotte des ländlichen Außenbezirks der Stadt Ronsdorf. Der laut der Statistik und Topographie des Regierungsbezirks Düsseldorf als Kothen kategorisierte Ort besaß zu dieser Zeit ein Wohnhaus und ein landwirtschaftliches Gebäude. Zu dieser Zeit lebten sechs Einwohner im Ort, alle evangelischen Glaubens. Im Gemeindelexikon für die Provinz Rheinland von 1888 werden drei Wohnhäuser mit 36 Einwohnern angegeben.
Tannenbaum lag an der Anfang des 19. Jahrhunderts neu gebauten Chaussee, die von Rittershausen über die Heckinghauser Zollbrücke und Lüttringhausen nach Lennep führte, die heutige Landesstraße 58 (ehemals Bundesstraße 51).
Bis zum Bau der Bahnstrecke Wuppertal-Oberbarmen–Opladen verband Tannenbaum ein Weg über Kastenberg mit Kratzkopf bei dem Ronsdorfer Ortskern. Durch den Bau der Bahnstrecke wurde der Weg unterbrochen und der Tannenbaumer Weg übernahm die Relation, der im Rahmen des Autobahnbaus ebenfalls im östlichen Bereich neu trassiert werden musste und nun bei Neuenhaus auf die Landesstraße trifft.